# Chlorophorus juheli
Chlorophorus juheli là một loài bọ cánh cứng trong họ Cerambycidae.